# عدنان شهاب الدين
عدنان شهاب الدين (ولد في 1 نوفمبر 1943) هو فيزيائي كويتي، واقتصادي في شؤون الطاقة، وأكاديمي. يشغل حاليًا منصب زميل أبحاث أول زائر في معهد أكسفورد لدراسات الطاقة (OIES)، وهو عضو مؤسس في مجلس إدارة معهد كيرني لتحول الطاقة في هولندا.
شغل منصب المدير العام وعضو مجلس إدارة مؤسسة الكويت للتقدم العلمي (KFAS) من عام 2007 حتى عام 2021. كما شغل منصب مدير البحوث وأمين عام بالإنابة في منظمة الدول المصدرة للنفط (أوبك) بين عامي 2001 و2006.

## السيرة الذاتية
يشغل عدنان شهاب الدين منصب زميل أبحاث أول زائر في معهد أكسفورد لدراسات الطاقة، وعضوًا مؤسسًا في مجلس إدارة معهد كيرني لتحول الطاقة في هولندا. سبق أن شغل منصب المدير العام وعضو مجلس إدارة مؤسسة الكويت للتقدم العلمي (2007–2021)، كما تولى منصبي الأمين العام بالإنابة ومدير البحوث في منظمة أوبك (2000–2006). في وقت سابق من مسيرته المهنية، شغل مناصب قيادية عليا في منظمة اليونسكو والوكالة الدولية للطاقة الذرية (IAEA). وفي الكويت، تولى منصب المدير العام لمعهد الكويت للأبحاث العلمية (KISR)، وعمل أستاذًا ونائب مدير الجامعة للشؤون الأكاديمية في جامعة الكويت.
يشغل حاليًا منصب أستاذ مشارك في أكاديمية القيادة التنفيذية بجامعة الاقتصاد والأعمال في فيينا (WU)، ويواصل التدريس وإلقاء المحاضرات والمشاركة في النشر العلمي في مجالات سياسات الطاقة والتكنولوجيا والاقتصاد. كما يشغل عضوية عدة مجالس دولية استشارية، منها المجلس الاستشاري الدولي للجامعة الأمريكية في بيروت، والمجلس الاستشاري الدولي لأمبروسيتّي، البيت الأوروبي، والمجلس المشترك لجامعة جورجتاون، فرع قطر. وفي عام 2023، عين في مجلس رعاة مجلة "نشرة العلماء الذريين" (Bulletin of the Atomic Scientists)، التي أسسها ألبرت أينشتاين.
نال الدكتور شهاب الدين جميع درجاته الجامعية من جامعة كاليفورنيا، بيركلي، وتلقى عدة جوائز مرموقة منها جائزة التميز المهني مدى الحياة من الرابطة الدولية لاقتصاديات الطاقة (2022)، وجائزة "روح سلام" من المركز الدولي للفيزياء النظرية في ترييستي، إيطاليا (2023)، وجائزة "هاس" الدولية للخريجين من جامعة بيركلي (2018).

## التعليم
نال شهاب الدين جميع شهاداته الأكاديمية من جامعة كاليفورنيا، بيركلي، حيث حصل على درجة بكالوريوس في الهندسة الكهربائية عام 1965، ثم درجة الماجستير عام 1967، ودرجة الدكتوراه في الهندسة النووية عام 1970. كما أنه عضو في جمعية "في بيتا كابا" الفخرية.

## المسيرة المهنية
بدأ شهاب الدين مسيرته في شركة البترول الوطنية الكويتية، ثم عمل في مجالات البحث والتدريس في كل من جامعة الكويت، وجامعة كاليفورنيا، بيركلي، ومختبر لورنس بيركلي الوطني، وجامعة هارفارد، والمنظمة الأوروبية للأبحاث النووية (CERN).

## المناصب

### المناصب قيادية
- المدير العام لمعهد الكويت للأبحاث العلمية
- نائب مدير جامعة الكويت للشؤون الأكاديمية
- مدير مكتب اليونسكو في القاهرة (المكتب الإقليمي للعلوم والتكنولوجيا للدول العربية)
- مدير قسم إفريقيا وآسيا والشرق الأقصى في الوكالة الدولية للطاقة الذرية (IAEA)

### المناصب الأكاديمية
يشغل الدكتور شهاب الدين حاليًا منصب أستاذ مشارك في أكاديمية القيادة التنفيذية بجامعة الاقتصاد والأعمال في فيينا (WU)، حيث يُدرّس ضمن برنامج ماجستير إدارة الأعمال في إدارة الطاقة، ويشغل عضوية المجلس الاستشاري للبرنامج.

### المجالس واللجان الاستشارية
يشغل شهاب الدين عضوية عدة مجالس ولجان استشارية دولية، منها:
- المجلس الاستشاري الدولي، الجامعة الأمريكية في بيروت
- المجلس المشترك، جامعة جورجتاون قطر
- المجلس الاستشاري الدولي، مجموعة أمبروسيتّي (البيت الأوروبي)
- المجلس الاستشاري الدولي، مركز الملك عبد الله للدراسات والبحوث البترولية (KAPSARC)

## الجوائز والتكريمات
نال الدكتور عدنان شهاب الدين عدة جوائز وأوسمة دولية مرموقة، منها:
- 2023، جائزة "روح سلام"، المركز الدولي للفيزياء النظرية (ICTP)
- 2022، جائزة الإنجاز المهني مدى الحياة، الرابطة الدولية لاقتصاديات الطاقة (IAEE)
- 2018، جائزة هاس الدولية للخريجين، جامعة كاليفورنيا، بيركلي
- 2017، وسام فارس من وسام جوقة الشرف (فرنسا)
- 2014، جائزة الإنجاز مدى الحياة، جوائز عبد الله بن حمد العطية الدولية للطاقة[10]
- 2006، الميدالية الذهبية لرئاسة الجمهورية الإيطالية
- 1985، جائزة "الطاقة من أجل الإنسان"، الجمعية العالمية للطاقة
- 1985، جائزة يحيى المشد، اتحاد العلماء العرب الأمريكيين (AAUG)
- 1965، جائزة أفضل طالب، جامعة كاليفورنيا، بيركلي